# Ácido uvítico

Ácido uvítico (ácido 5-metilisoftálico) é um composto orgânico com a fórmula CH3C6H3(COOH)2. O nome vem do latim uva, que significa uva, e é assim chamado porque pode ser produzido indiretamente de ácido tartárico, que é encontrado nas uvas. Em condições normais, o ácido apresenta-se como uma substância cristalina branca.

## Preparação
O ácido uvítico é obtido por oxidação de mesitileno ou por condensação de ácido pirúvico com água de barita.